# Tore Reginiussen
Tore Reginiussen (Alta, 10 april 1986) is een Noors betaald voetballer die speelt als centrale verdediger. Hij verruilde Odense BK in augustus 2012 voor Rosenborg BK. Reginiussen debuteerde in 2008 in het Noors voetbalelftal.

## Interlandcarrière
Reginiussen debuteerde op 26 maart 2008 onder leiding van bondscoach Åge Hareide in het Noors voetbalelftal, in een oefeninterland tegen Montenegro (3-1). Zijn eerste interlanddoelpunt volgde op 20 augustus van datzelfde jaar. Hij maakte toen 1–1 in een in diezelfde stand geëindigde oefeninterland tegen Ierland.

## Erelijst
Rosenborg BK
- Noors landskampioen

2015, 2016, 2017
- Noorse beker

2016